# Resultados do Carnaval de Pelotas em 2014
Resultados do Carnaval de Pelotas em 2014. As escolas de samba do grupo especial não desfilaram. A escola General Telles fez um desfile de participação.

## Escolas Mirins
| Colocação | Entidade                 | Pontos | Desempate                 | Ref.        |
| --------- | ------------------------ | ------ | ------------------------- | ----------- |
| 1º        | Mocidade do Simões Lopes | 159    |                           | [ 3 ] [ 4 ] |
| 2º        | Explosão do Futuro       | 157,9  | Maior número de notas 10. | [ 3 ] [ 4 ] |
| 3º        | Mickey                   | 157,9  |                           | [ 3 ] [ 4 ] |
| 4º        | Ramirinho                | 155,9  |                           | [ 4 ]       |
| 5º        | Acadêmicos da Lagoa      | 155    |                           | [ 4 ]       |
| 6º        | Brilho do Sol            | 154,1  |                           | [ 4 ]       |
| 7º        | Águia de Ouro            | *      |                           | [ 4 ]       |

## Bandas carnavalescas
| Colocação | Entidade                | Pontos | Ref.        |
| --------- | ----------------------- | ------ | ----------- |
| 1º        | Ki-Bandaço              | 100    | [ 5 ] [ 6 ] |
| 2º        | Xavabanda               | 99,9   | [ 5 ]       |
| 3º        | Meta                    | 99,2   | [ 5 ]       |
| 4º        | Entre a Cruz e a Espada | 98     | [ 5 ]       |
| 5º        | Leocádia                | 97,7   | [ 5 ]       |
| 6º        | Família                 | 97     | [ 5 ]       |
| 7º        | Dona da Noite           | 97     | [ 5 ]       |

## Bloco infantil
| Col. | Entidade     | Pontos | Ref.        |
| ---- | ------------ | ------ | ----------- |
| 1º   | Águia Branca | 97,7   | [ 7 ] [ 8 ] |
| 2º   | Pica-Pau     | 95,2   | [ 7 ] [ 8 ] |
| 3º   | Super Pateta | 92,5   | [ 7 ] [ 8 ] |